# Macrocephalus arizonicus
Macrocephalus arizonicus är en insektsart som beskrevs av Cockerell 1900. Macrocephalus arizonicus ingår i släktet Macrocephalus och familjen rovskinnbaggar. Inga underarter finns listade i Catalogue of Life.